# تورزک
تورزک (به لاتین: Turzec) یک منطقهٔ مسکونی در لهستان است که در Gmina Stoczek Łukowski واقع شده‌است.